# Octaviano Olympio
Pour les articles homonymes, voir Olympio.
Octaviano Olympio (né en 1860 et mort en 1940) est un commerçant afro-brésilien qui contribua significativement au développement de la ville de Lomé, future capitale du Togoland puis du Togo. Il est l'oncle paternel du premier président togolais Sylvanus Olympio.

## Biographie

### Jeunesse et études
Fils de Francisco Olympio Sylvio, Octaviano Olympio étudie, dans sa jeunesse, au Nigeria et à Londres avant de travailler avec ses frères Chico et Cesar dans une succursale de la société commerciale britannique A. and F. Swanzy. En 1882, Octaviano et Chico ont été chargés d'ouvrir une nouvelle succursale dans le centre commercial en pleine croissance de Bey Beach sur le golfe de Guinée. Le bureau connut un succès immédiat, permettant la fondation de la famille Olympio dans ce qui allait bientôt devenir la ville de Lomé. Après la mort de Chico en 1886, Octaviano a continue par développer le bureau avec l'aide de ses sœurs aînées Clara et Julia. Il achète  également une propriété sur Market Street, le principal quartier commerçant de la ville, et fonde en 1889 la première plantation de noix de coco de Lomé. En 1892, Octaviano Olympio est l'un des citoyens les plus puissants de la ville et contribue à l'ouverture de la première école catholique missionnaire de Lomé. En 1903, il lance une entreprise prospère d'élevage de bovins.

### Implication dans les mouvements anticolonialistes
Olympio Octaviano joue un rôle important dans le mouvement anticolonial togolais. Selon les archives, en 1891, Olympio a été fouetté par le commissaire intérimaire Markus Graf von Pfeil pour un différend concernant un cheval ; Olympio a été condamné à une amende en 1898 et 1899 pour avoir désobéi à l'autorité allemande. Le 24 mai 1909, il se joint au pasteur Ewe Andreas Aku pour réclamer plus de droits au gouvernement colonial et signe une deuxième pétition en 1913.

## Distinctions
A la fin de la Première Guerre mondiale, la France prend possession du Togo. Bien qu'Olympio ait accueilli le nouveau gouvernement avec un scepticisme initial, il s'est rapproché des Français au fil du temps, apprenant la langue française, voyageant à Paris en 1924 et acceptant plusieurs médailles du gouvernement français, dont le prestigieux Chevalier de la Légion d'honneur.

## Décès et vie privée
Olympio est mort en 1940, laissant 24 enfants. L'un de ses fils, Pedro, deviendra le premier médecin togolais formé en Europe, tandis que le plus jeune fils d'Octaviano, Luciano, deviendra procureur général de la Cour suprême du Togo. Son neveu Sylvanus (fils du frère Epiphanio), deviendra à la fois le premier Premier ministre et le premier président du Togo indépendant .